# NGC 3906
NGC 3906 est une galaxie spirale barrée relativement rapprochée et située dans la constellation de la Grande Ourse.  NGC 3906 a été découverte par l'astronome germano-britannique William Herschel en 1788.

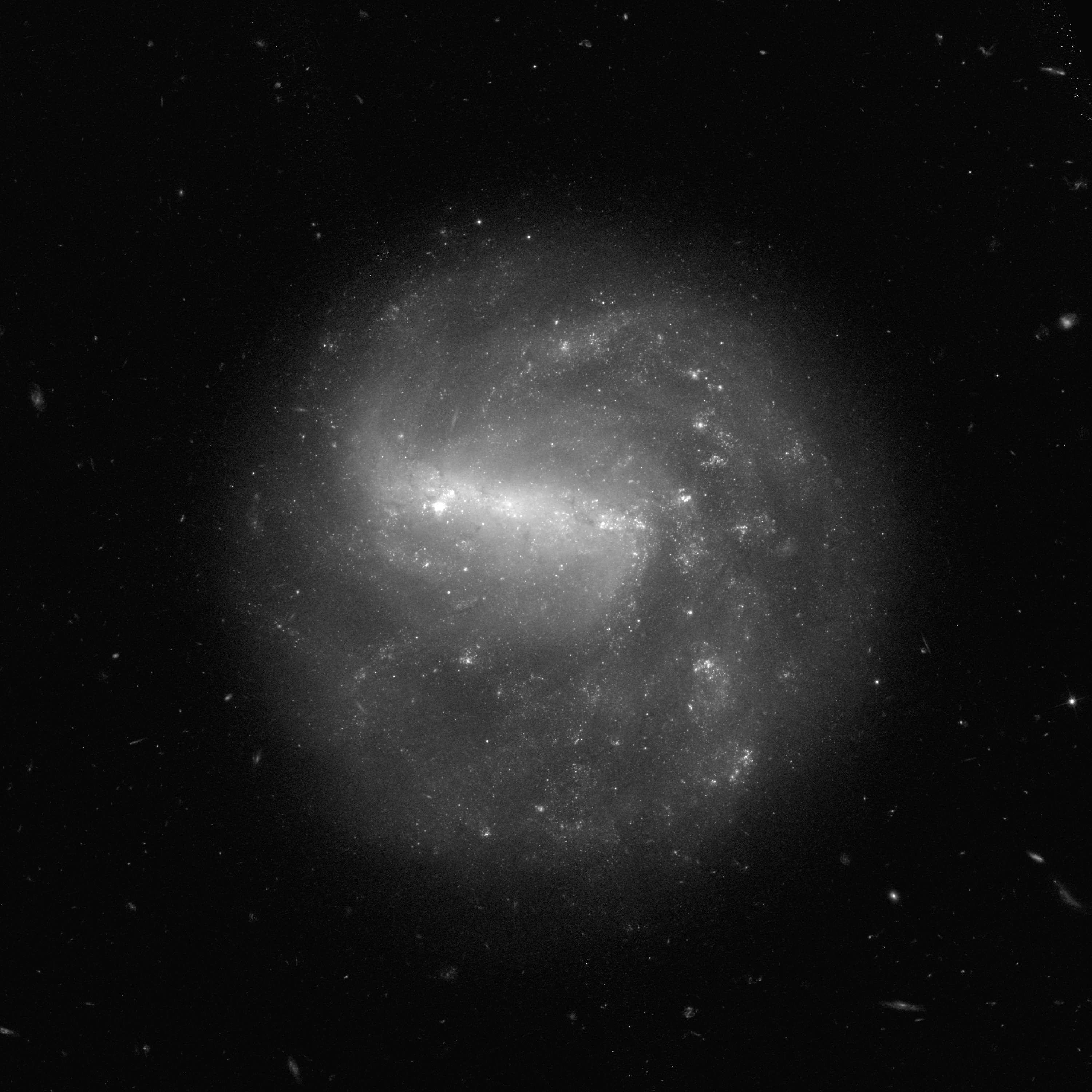
NGC 3906 par le télescope spatial Hubble.

## Caractéristiques
La classe de luminosité de NGC 3906 est IV et elle présente une large raie HI.

### Distance
Sa vitesse par rapport au fond diffus cosmologique est de 1 167 ± 15 km/s, ce qui correspond à une distance de Hubble de 17,2 ± 1,2 Mpc (∼56,1 millions d'al).

### Morphologie
NGC 3906 a été utilisée par Gérard de Vaucouleurs comme une galaxie de type morphologique SB(rs)dm dans son atlas des galaxies,.

### Brillance de surface
En raison d'une brillance de surface égale à 14,11 mag/am2, on peut qualifier NGC 3906 de galaxie à faible brillance de surface (LSB en anglais pour low surface brightness). Les galaxies LSB sont des galaxies diffuses (D) avec une brillance de surface inférieure de moins d'une magnitude à celle du ciel nocturne ambiant.

## Groupe de NGC 4051 et de M101
Selon A.M. Garcia, la galaxie NGC 3906 fait partie d'un groupe de galaxies qui compte au moins 19 membres, le groupe de NGC 4051. Les autres membres du groupe sont NGC 3938, NGC 4051, NGC 4096, NGC 4111, NGC 4117, NGC 4138, NGC 4143, NGC 4183, NGC 4218, NGC 4288, NGC 4346, NGC 4389, IC 750, UGC 6805, UGC 6818, UGC 6930, UGC 7089 et UGC 7129.
D'autre part, dans un article publié en 1998, Abraham Mahtessian indique que NGC 3906 fait partie d'un groupe plus vaste qui compte plus de 80 galaxies, le groupe de M101. Plusieurs galaxies de la liste de Mahtessian se retrouvent également dans d'autres groupes décrits par A.M. Garcia, soit le groupe de NGC 3631, le groupe de NGC 3898, le groupe de M109 (NGC 3992), le groupe de NGC 4051, le groupe de M106 (NGC 4258) et le groupe de NGC 5457.
Plusieurs galaxies des six groupes de Garcia ne figurent pas dans la liste du groupe de M101 de Mahtessian. Il y a plus de 120 galaxies différentes dans les listes des deux auteurs. Puisque la frontière entre un amas galactique et un groupe de galaxie n'est pas clairement définie (on parle de 100 galaxies et moins pour un groupe), on pourrait qualifier le groupe de M101 d'amas galactique contenant plusieurs groupes de galaxies.

## Amas de la Grande Ourse et superamas de la Vierge
Les groupes de NGC 4051 et de M101 font partie de l'amas de la Grande Ourse, l'un des amas galactiques du superamas de la Vierge.